# ENON
Die ENON ist eine regionale, mittelständische Unternehmensgruppe, die Dienstleistungen in den Bereichen Verkehr und Logistik mit Schwerpunkt Eisenbahn anbietet. Der Name des Unternehmens setzt sich zusammen aus den Namen der Gründer und Gesellschafter, Thomas Becken und Mathias Tenisson.
Die Deutsche Eisenbahn Service AG übernimmt die Funktion einer Holding und erbringt unternehmensübergreifende Dienstleistungen (z. B. Finanzen, IT, Personal und Marketing) für die Gesellschaften der ENON-Gruppe.

## Geschichte
Thomas Becken und Mathias Tenisson gründeten im Jahr 2005 die ENON GmbH nach dem Verkauf der Prignitzer Eisenbahn (PEG) an Arriva ein Jahr zuvor. 2009 wurde die Regio Infra als Eisenbahninfrastrukturunternehmen gegründet. Das Infrastruktur-Geschäft der PEG wurde 2012 von der Regio Infra übernommen.
Die bereits ebenfalls 2005 gegründete Eisenbahngesellschaft Potsdam wurde 2010 von der ENON übernommen. Auch diese Gesellschaft übernahm in der Vergangenheit die Aktivitäten der Prignitzer Eisenbahn. Im Dezember 2012 nahm die EGP auf den Linien Neustadt (Dosse) – Kyritz – Pritzwalk und Pritzwalk – Meyenburg den Betrieb im Personenverkehr auf. Die Strecken wurden vormals auch von der PEG betrieben. Die neu gegründete Hanseatische Eisenbahn übernahm 2014 das SPNV-Geschäft der EGP.
Als Teil der ENON-Gruppe wurde 2019 die BTH Beteiligungsgesellschaft von Thomas Becken, Mathias Tenisson und Tino Hahn zum Erwerb und zur Verwaltung von Beteiligungen gegründet. Sie firmiert seit dem Ausscheiden von Hahn aus der DESAG unter dem Namen BT Holding.

## Geschäftsbereiche

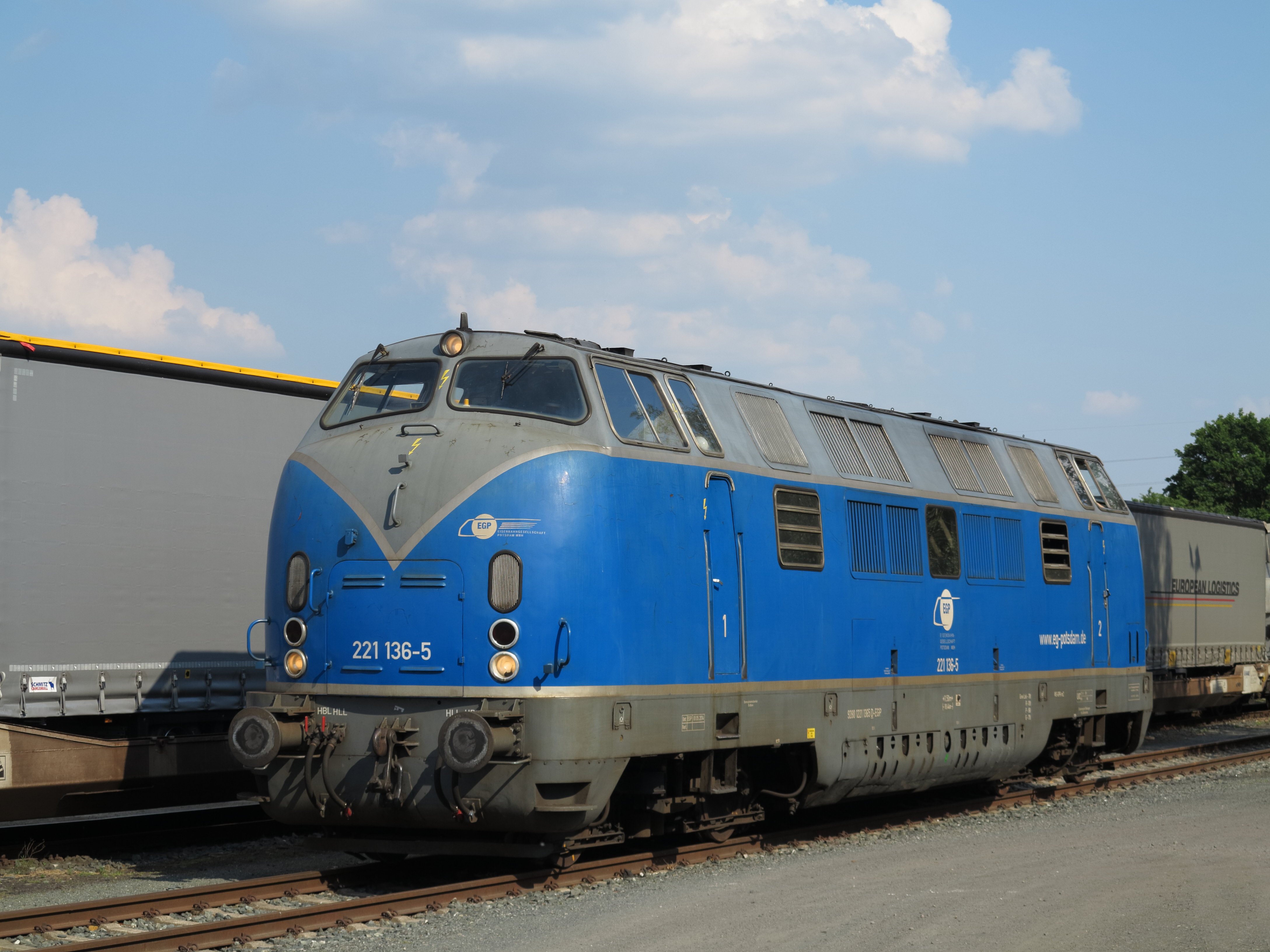
Diesellok der Eisenbahngesellschaft Potsdam

### Güterverkehr
Die Eisenbahngesellschaft Potsdam ist das bedeutendste Tochterunternehmen der ENON. Die EGP ist deutschlandweit tätig im Nah- und Fernverkehr des Schienengüterverkehrs. Die Anhaltinisch-Brandenburgische Eisenbahngesellschaft (ABEG) bietet unter anderem die Vermietung von Güterwagen sowie Arbeitnehmerüberlassung an.
Die BTH Beteiligungsgesellschaft übernahm im Jahr 2019 die TUL agroservice, die deutschlandweit als Spedition tätig ist, und integrierte sie in der Unternehmensgruppe. Sie transportiert hauptsächlich landwirtschaftliche Güter (Getreide, Futter, Dünger) sowie Baumaterialien (Sand, Schotter, Kies).

### Werkstätten
Im Mai 2013 nahm die Schienenfahrzeugbau Wittenberge GmbH den Betrieb im alten Bahnwerk Wittenberge auf. Dort wird hauptsächlich die Instandhaltung von Lokomotiven und Güterwagen der EGP durchgeführt. Die SFW betreibt am Standort Meyenburg ebenfalls eine Werkstatt für den Personenverkehr.
2014 nahm in Sassnitz (Neu Mukran) die Baltic Port Service ihren Betrieb auf, zunächst mit der Spezialisierung auf die Umspurung von Güterwaggons. Darüber hinaus werden sämtliche Werkstattleistungen angeboten, wie Wartung und Reparatur von Lokomotiven und Wagen.
Das Werk in Eberswalde wurde im Jahr 2018 von der SFW übernommen, nachdem der vorherige Betreiber Insolvenz anmeldete. Die Schwerpunkte der Werkstatt liegen in der Radsatzaufbereitung sowie der Instandhaltung von Güterwagen.
In Neustrelitz übernahm 2020 die BTH Beteiligungsgesellschaft die Mehrheit der bisher zur Prignitzer Eisenbahn gehörenden NETINERA Werke GmbH und gliederte das Werk in die ENON-Gruppe ein. Seitdem firmiert das Bahnwerk Neustrelitz wieder als Ostmecklenburgische Bahnwerk GmbH. Seit 2022 ist die BTH Alleineigentümer. Die OMB ist spezialisiert auf Lokomotiven, Triebwagen und Personenwagen. Es werden unter anderem Fristarbeiten, Instandhaltungen und Modernisierungen durchgeführt. Der Standort verfügt über eine Unterflur-Radsatz-Drehmaschine.
Die Standorte Eberswalde, Wittenberge und Meyenburg firmieren mittlerweile unter dem Namen Schienenfahrzeugwerk Eberswalde.

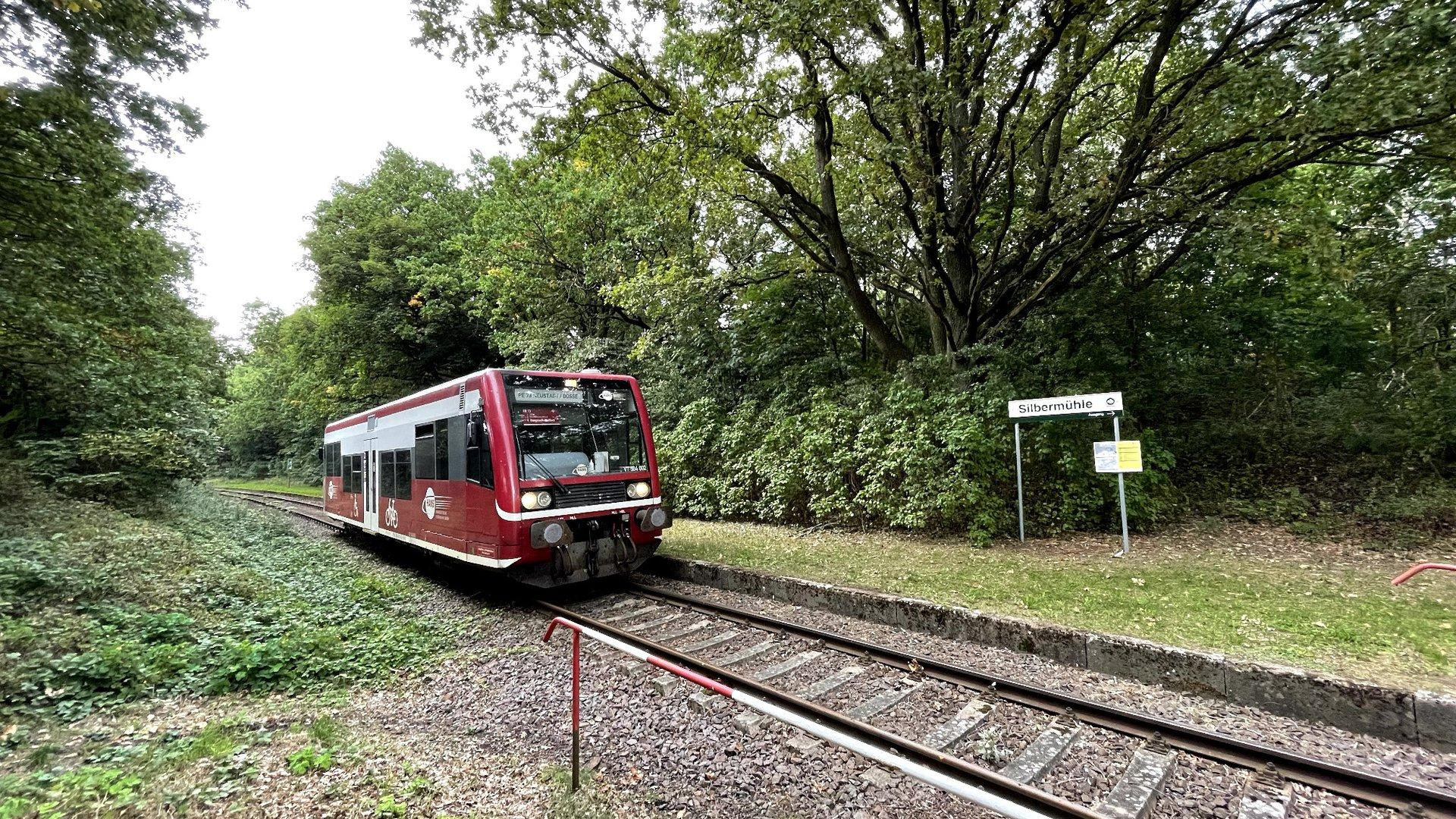
HANS-Triebwagen an RIN-Haltepunkt

### Personenverkehr
Über die Hanseatische Eisenbahn ist die ENON im Schienenpersonennahverkehr aktiv. Der Schwerpunkt liegt dabei traditionell auf den Nebenbahnen in der Prignitz, darüber hinaus werden weitere Strecken in Brandenburg, Mecklenburg-Vorpommern und Sachsen-Anhalt befahren. HANS ist ebenfalls im touristischen Busverkehr in der Mecklenburgischen Seenplatte tätig.

### Infrastruktur
In den Bundesländern Brandenburg, Mecklenburg-Vorpommern und Sachsen-Anhalt ist die Regio Infra Betreiber von Schienenwegen und Serviceeinrichtungen. Die Hanseatische Infrastrukturgesellschaft betreibt Anschlussbahnen in Sachsen-Anhalt und Niedersachsen und die Schienen-Infrastrukturgesellschaft Prignitz Anschlussbahnen in Norddeutschland.

### Hotels
Die ENON betreibt das Eisenbahn-Romantik-Hotel in Meyenburg, sowie die TUL ein Hotel in Falkenhagen, einem Ortsteil von Pritzwalk.

## Beteiligungen
- Anhaltinisch-Brandenburgische Eisenbahngesellschaft mbH (ABEG), Hamburg: 100 %
- Deutsche Eisenbahn Service AG (DESAG), Putlitz: 77,3 %
  - Baltic Port Rail Mukran GmbH, Sassnitz: 20 %
  - Baltic Port Service GmbH (BPS), Sassnitz: 74,9 %
  - Hanseatische Infrastrukturgesellschaft mbH (HIG), Braunschweig: 100 %
  - Instandhaltung Management Service GmbH (IMS), Putlitz: 100 %
  - Regio Infra GmbH & Co. KG (RIG), Putlitz: 100 %
    - Regio Infra Nord-Ost GmbH & Co. KG (RIN), Putlitz: 100 %
      - Schienen - Infrastrukturgesellschaft - Prignitz mbH (SIP), Putlitz: 50 %, restliche 50 % über TUL

  - Regio Infra Verwaltungsgesellschaft mbH, Putlitz: 100 %
- Eisenbahngesellschaft Potsdam mbH (EGP), Wittenberge: 100 %
  - Baltic Sea Bridge GmbH, Sassnitz: 20 %
  - ElbePort Wittenberge GmbH, Wittenberge: 70,22 %
  - Schienenfahrzeugwerk Eberswalde GmbH (SFW): 100 %
- HANSeatische Eisenbahn GmbH (HANS), Putlitz: 100 %

über BTH Beteiligungs GmbH:
- Ostmecklenburgische Bahnwerk GmbH (OMB), Neustrelitz: 100 %
- TUL agroservice GmbH Falkenhagen, Falkenhagen: 95 %

ehemalige Beteiligungen:

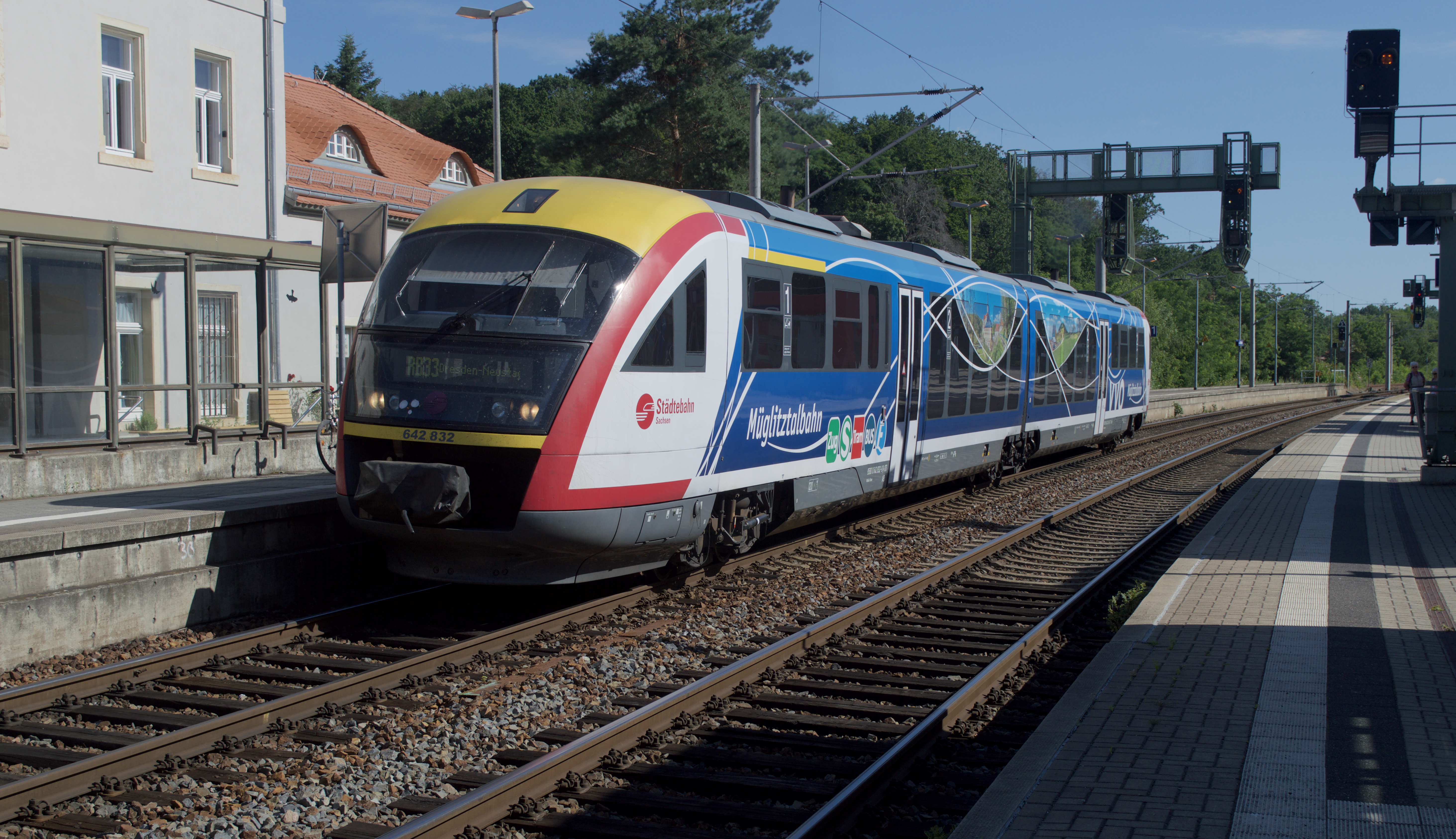
Zug der Städtebahn Sachsen

- EGP – die Städtebahn GmbH, Potsdam: 100 % über EGP (2008–2010)
- HBC Hanseatisches Bahn Contor GmbH, Hamburg: 33 % über DESAG (2014–2019)
- Städtebahn Sachsen GmbH, Dresden: 50 % über EGP (2010–2013)